# Camptopteromyia tibialis
Camptopteromyia tibialis är en tvåvingeart som beskrevs av James 1962. Camptopteromyia tibialis ingår i släktet Camptopteromyia och familjen vapenflugor. Inga underarter finns listade i Catalogue of Life.